# 古城镇 (亳州市)
古城镇，是中华人民共和国安徽省亳州市谯城区下辖的一个乡镇级行政单位。

## 行政区划
古城镇下辖以下地区：
古城社区、尹楼村、祖寨村、后杨村、油河村、大刘村、何楼村、张桥村、闫庄村、张潭村、后许村、柴庙村、宁小村、李寨村和铁佛村。

## 交通
- 京九铁路：古城集站
- 商杭客运专线：古城东站